# Виборчий округ 140
Виборчий округ 140 — виборчий округ в Одеській області. В сучасному вигляді був утворений 28 квітня 2012 постановою ЦВК №82 (до цього моменту існувала інша система виборчих округів). Окружна виборча комісія цього округу розташовується в Біляївському районному будинку культури за адресою м. Біляївка, вул. Гагаріна, 14б.
До складу округу входять міста Біляївка, Теплодар і Чорноморськ, а також Овідіопольський район та частина Біляївського району (окрім Василівської, Кам'янської і Секретарівської сільських рад, Дачненської сільської ради і території на північ від неї). Виборчий округ 140 межує з округом 139 на півночі, з округом 136 на північному сході, з округом 134 і округом 133 на сході, обмежений узбережжям Чорного моря на південному сході, межує з округом 141 на південному заході та обмежений державним кордоном з Молдовою на заході. Виборчий округ №140 складається з виборчих дільниць під номерами 510224-510229, 510231-510236, 510239-510240, 510244-510245, 510247, 510250-510251, 510253-510256, 510258-510262, 510266-510267, 510270-510275, 510278-510282, 510672-510706, 511014-511041, 511060-511063, 511444-511446, 511449 та 511453.

## Народні депутати від округу
| Ім'я                         | Фото | Партія         | Скликання | Дата набуття повноважень | Дата припинення повноважень |
| ---------------------------- | ---- | -------------- | --------- | ------------------------ | --------------------------- |
| Жванія Давид Важаєвич        |      | самовисуванець | 7-ме      | 12 грудня 2012           | 27 листопада 2014           |
| Гуляєв Василь Олександрович  |      | самовисуванець | 8-ме      | 27 листопада 2014        | 29 серпня 2019              |
| Колебошин Сергій Валерійович |      | Слуга народу   | 9-те      | 29 серпня 2019           |                             |

## Результати виборів

### Парламентські

#### 2019
Кандидати-мажоритарники:
- Колебошин Сергій Валерійович (Слуга народу)
- Гуляєв Василь Олександрович (самовисування)
- Біб Сергій Олександрович (Опозиційна платформа — За життя)
- Червачов Сергій Миколайович (самовисування)
- Зелінський Роман Леонідович (самовисування)
- Ткач Дмитро Володимирович (Голос)
- Бугайчук Василь Васильович (Батьківщина)
- Білюк Сергій Олександрович (самовисування)
- Чоботар Олександр Сергійович (Опозиційний блок)
- Костенко Ольга Василівна (самовисування)
- Негара Сергій Харлампійович (Сила і честь)
- Звеняцький Михайло Семенович (самовисування)
- Мацулевич Олексій Віталійович (самовисування)
- Бокоч Василь Васильович (самовисування)
- Печерський Михайло Юрійович (самовисування)
- Смолінський Микола Миколайович (самовисування)
- Кравець Микола Михайлович (самовисування)

#### 2014
Кандидати-мажоритарники:
- Гуляєв Василь Олександрович (самовисування)
- Добрянський Віктор Андрійович (самовисування)
- Жванія Давид Важаєвич (Блок Петра Порошенка)
- Червачов Сергій Миколайович (самовисування)
- Шумський Сергій Станіславович (Народний фронт)
- Ковтун Денис Владиславович (Опозиційний блок)
- Бугайчук Василь Васильович (Батьківщина)
- Марків Мирон Дмитрович (Комуністична партія України)
- Матвєйчук Олександр Валентинович (самовисування)
- Волошенков Дмитро Борисович (Сильна Україна)
- Курилов Олександр Яковлевич (Воля)
- Садовник Анатолій Анатолійович (самовисування)
- Бузько Юрій Іванович (самовисування)
- Букач Володимир Миколайович (самовисування)
- Матвійчук Катерина Валентинівна (самовисування)
- Олейник Наталя Володимирівна (самовисування)
- Ролінський Володимир Іванович (Радикальна партія)
- Плачков Федір Іванович (самовисування)
- Шумський Олег Анатолійович (самовисування)
- Слава Ірина Вікторівна (самовисування)
- Соколов Микола Миколайович (самовисування)
- Якимович Олександр Вікторович (самовисування)
- Гросфілер Геннадій Олександрович (Ліберальна партія України)
- Змієвський Станіслав Валерійович (самовисування)
- Цюпа Микола Адамович (самовисування)

#### 2012
Кандидати-мажоритарники:
- Жванія Давид Важаєвич (самовисування)
- Білюк Сергій Олександрович (УДАР)
- Бризгалов Сергій Олександрович (самовисування)
- Шумський Сергій Станіславович (Батьківщина)
- Добрянський Віктор Андрійович (самовисування)
- Коваленко Євгенія Василівна (Комуністична партія України)
- Слава Ірина Вікторівна (самовисування)
- Якимович Олександр Вікторович (самовисування)
- Албу Олексій Дмитрович (самовисування)
- Мамонов Володимир Разумович (Союз)
- Кудашкін Олег Миколайович (самовисування)
- Продаєвич Валентин Олександрович (самовисування)
- Смєлов Дмитро Ігорович (самовисування)

## Явка
Явка виборців на окрузі: